# Cerco de Santarém (1171)
O cerco de Santarém de 1171 foi uma acção bélica da reconquista, em que Santarém foi sitiada por um exército do Califado Almóada, que não logrou conquistar a cidade. Foi a primeira vez que Santarém foi atacada desde a sua conquista por D. Afonso Henriques, 24 anos antes.

## História
Situada no topo de uma encosta escarpada junto ao rio Tejo, Santarém era considerada uma das cidades difíceis de conquistar no ocidente do Andaluz mas foi conquistada por D. Afonso Henriques em 1147, mediante um ataque surpresa. Os seus muros foram escalados sub-repticiamente durante a alvorada e a cidade dominada antes que a sua guarnição pudesse organizar uma defesa eficaz. Desde então, a cidade mantivera-se em mãos portuguesas.
Em 1169, Geraldo Sem Pavor e D. Afonso Henriques sitiaram Badajoz, a maior e mais importante cidade no ocidente peninsular. Alarmado por estas notícias, o Califa almóada Abu Iacube Iúçufe I enviou para a península Ibérica um exército de 20,000 homens comandados por Abu Hafes, na esperança de que a cidade não tivesse ainda caído no poder dos cristãos. Quando Abu Hafes chegou a Sevilha, porém, os portugueses já se tinham retirado. Partiu então para Córdova e desta cidade enviou para Badajoz um destacamento comandado por Ibraim ibne Hamusque, que invadiu Portugal, em 1170.
No ano seguinte, o Califa em pessoa veio à península Ibérica com um grande exército de 10,000 almóadas e 10,000 árabes. Atravessaram o Estreito de Gibraltar no Verão e alcançaram Sevilha a 8 de Junho. De Sevilha, um exército invadiu Portugal pelo Alentejo e, sem encontrar grande resistência, avançou até Santarém, que foi sitiada. Na cidade encontrava-se D. Afonso Henriques.

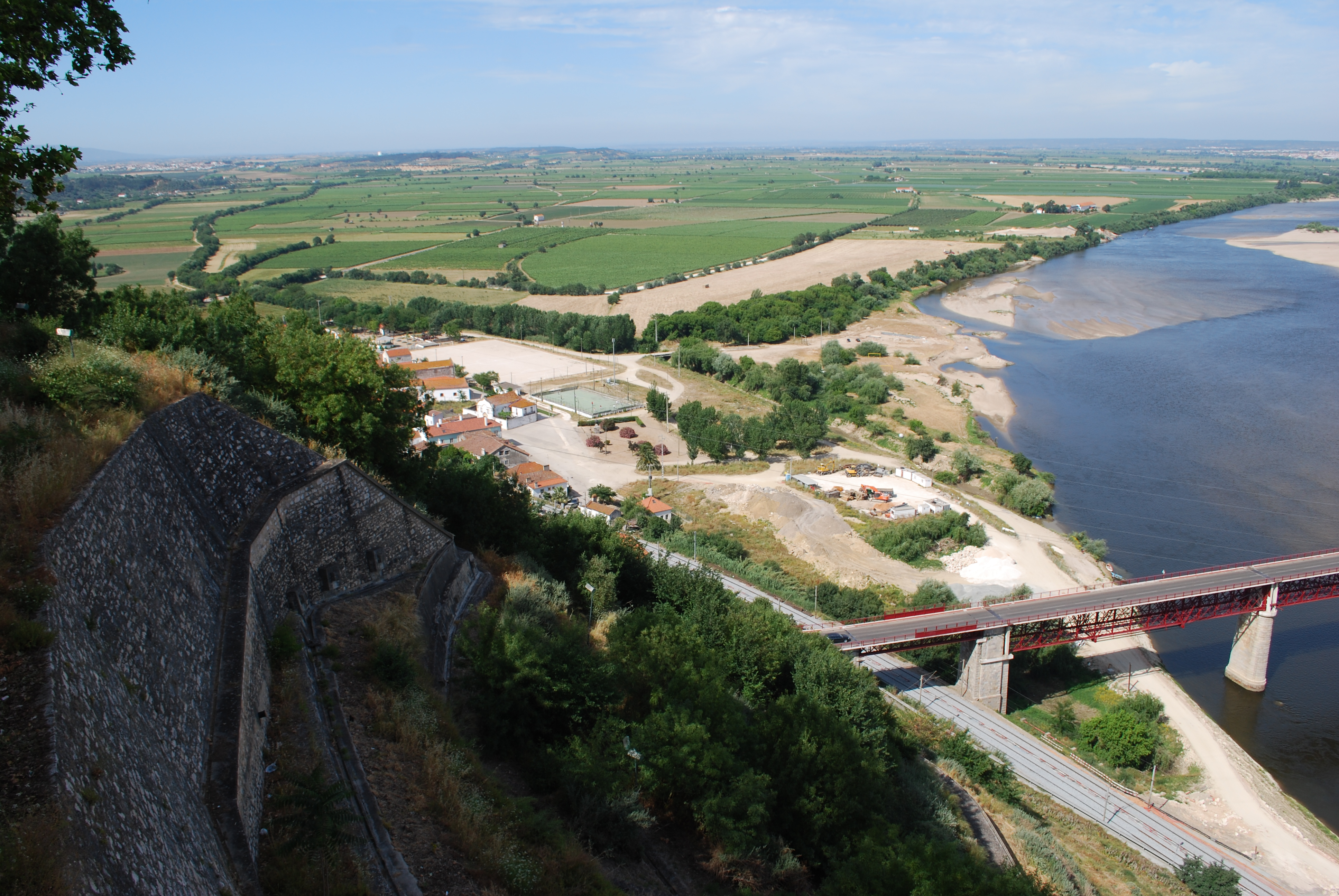
Vista das muralhas de Santarém.

Os almóadas esperaram que o rei de Leão se abstivesse de auxiliar D. Afonso Henriques devido a agravos passados entre os dois mas, ao ter conhecimento do assédio a Santarém, D. Fernando II partiu a socorrê-lo com um exército. Quando soube da aproximação dos leoneses, D. Afonso Henriques desconhecia as suas intenções e acreditava que o rei D. Fernando pretendia ajudar os muçulmanos, pelo que enviou mensageiros a pedir a paz.
A notícia de que os leoneses vinham socorrer os portugueses espalhou-se entre os muçulmanos também, que levantaram o cerco e retiraram-se para Sevilha, conquistando Alcântara aos leoneses pelo caminho.

## Rescaldo
Não obstante o fracasso dos muçulmanos em Santarém, em 1173 D. Afonso Henriques firmou tréguas com os Almóadas por cinco anos.
A seguir ao assédio de Santarém, os Templários levaram a cabo um extenso programa de construção ou reforma dos castelos da Ordem que defendiam a linha do Tejo e que se prolongou pela década de 1170. Em 1171 começaram a ser construídos ou remodelados o Castelo de Almourol e o de Pombal, o Castelo de Penas Roias em 1172 e o Castelo de Longroiva em 1174, mas também Soure, Monsanto e Cardiga, sendo dotados de modernas torres de menagem, alambores e hurdícios, introduzidos pela primeira vez em Portugal. Estas inovações espalharam-se depois por todo o país, sendo doravante consideradas indispensáveis à defesa do território. A introdução da torre de menagem, do alambor e do hurdício "espelham a excelência da arquitectura militar dos Templários portugueses, em boa medida devida à actuação do seu mais emblemático e influente mestre, Gualdim Pais, que esteve à frente dos destinos da ordem ao longo de quase quarenta anos (1156-1195)."
O cerco de 1171 foi apenas o primeiro de três que seriam impostos a Santarém pelos muçulmanos. Os almóadas voltaram a sitiar a cidade em 1184 e 1190.